# Sony Ericsson T630
Sony Ericsson T630 er efterfølgeren til firmaets populære Sony Ericsson T610. Hastighed og fejlrettelser er nogle af de mest basale forskelle på T630 og T610. Designet er en smule anderledes, men ikke markant.
| Telefon | Spire Denne artikel om (mobil-)telefoner og telefoni er en spire som bør udbygges. Du er velkommen til at hjælpe Wikipedia ved at udvide den. |